# El Eco de Galicia (Lugo)
El Eco de Galicia fue un periódico editado en Lugo entre 1872 y 1898.

## Historia y características
Subtitulado Periódico político, apareció por vez primera el 1 de agosto de 1872. Fue una publicación con una periodicidad atípica (cada tres semanas), fundada por Manuel Vázquez de Parga Somoza. Estuvo bajo la dirección del propio Vázquez de Parga, Víctor Castro Somoza, Nicandro García Taboada, Antonio Villamarín, Ramón Iglesias Camino, Lorenzo Gómez Quintero y Emilio Tapia Rivas. Interrumpió sus publicaciones en 1875. Reapareció en 1882 y comenzó su tercera etapa en 1891.